# NBA Development League Executive of the Year
NBA Development League Executive of the Year – jest nagrodą NBA Development League (NBADL) przyznawaną corocznie najlepszemu menedżerowi ligi, począwszy od rozgrywek 2009/10. 
Laureat jest wyłaniany drogą głosowania przez menedżerów wszystkich zespołów ligi, przy czym nie mogą oni głosować na samych siebie.
Pierwszym w historii laureatem nagrody został prezydent i generalny menedżer zespołu Maine Red Claws – Jon Jennings. 

## Laureaci
| Sezon   | Trener         | Zespół                   |
| ------- | -------------- | ------------------------ |
| 2009/10 | Jon Jennings   | Maine Red Claws          |
| 2010/11 | Bert Garcia    | Rio Grande Valley Vipers |
| 2011/12 | David Higdon   | Bakersfield Jam          |
| 2012/13 | Bill Boyce     | Texas Legends            |
| 2013/14 | Jeff Potter    | Fort Wayne Mad Ants      |
| 2014/15 | Tim Salier     | Austin Spurs             |
| 2015/16 | Mike Levy      | Canton Charge            |
| 2016–17 | Chris Murphy   | Santa Cruz Warriors      |
| 2017–18 | Steve Brandes  | Wisconsin Herd           |
| 2018–19 | Malcolm Farmer | Texas Legends            |
| 2019–20 | Dajuan Eubanks | Maine Red Claws (2)      |
| 2020–21 | Chad Sanders   | Raptors 905              |